# Cratere Tinyl
Tinyl  è un cratere sulla superficie di Venere.